# Quần đảo Willis
Willis là một quần đảo nhỏ nằm phía Tây đảo chính đảo Nam Georgia, cách đảo Bird 3,2 km về phía Tây. Đảo được phát hiện ngày 14.1 bởi thuyền trưởng James Cook, và được đặt theo tên của chuẩn uý hải quân người Anh, Thomas Cook Willis là thành viên trên tàu, là người đầu tiên nhìn thấy quần đảo.

## Các đảo thuộc quần đảo Wallis
- Đảo Main
- Đảo Verdant
- Đảo Trinity
- Đảo Hall

### Tư liệu
- Stonehouse, B (ed.) Encyclopedia of Antarctica and the Southern Oceans (2002, ISBN 0-471-98665-8)